# Serginho Baiano
Elisérgio da Silva (* 5. Januar 1978 in Rio Real), auch bekannt als Serginho Baiano, ist ein ehemaliger brasilianischer Fußballspieler.

## Karriere
Serginho begann seine Karriere 1997 bei EC Bahia und spielte unter anderem auch bei AS Arapiraquense und SC Corinthians Alagoano. 2001 wechselte er nach Portugal. Hier unterschrieb er einen Vertrag beim portugiesischen Boavista Porto. 2002 wurde er mit dem Verein Vizemeister der Primeira Liga. Danach spielte er bei FC Paços de Ferreira. Von 2003 bis 2006 war er bei Nacional Funchal unter Vertrag. Für den Verein bestritt er 56 Erstligaspiele und schoss dabei 12 Tore. 2007 spielte er beim japanischen Erstligisten Ōita Trinita. Danach spielte er bei Náutico Capibaribe, AS Arapiraquense und CS Alagoano.